# شرکت‌های دولتی در ایران
شرکت‌های دولتی در ایران به شرکت هایی گفته می‌شوند که بیش از ۵۰٪ سهام آنها در اختیار دولت، ارگان‌ها یا نهادهای دولتی باشند و همچنین نهادها و موسساتی وابسته به دولت محسوب می شوند که در مالکیت وزارتخانه ها و دستگاه های دولتی باشند و بودجه آنان نیز توسط دولت تامین و پرداخت شود.
اگر سهم دولت در هر شرکتی کمتر از ۵۰ درصد باشد قوانین بخش خصوصی بر آنها حاکم هست .
ماده 4 قانون محاسبات عمومی کشور : شرکت دولتی واحد سازمانی مشخصی است که با اجازه قانون به صورت شرکت ایجاد شود و یا به حکم قانون و یا دادگاه صالح ملی شده‌ و یا مصادره شده و به عنوان شرکت دولتی شناخته شده باشد و بیش از 50 درصد سرمایه آن متعلق به دولت باشد. هر شرکت تجاری که از طریق ‌سرمایه‌ گذاری شرکتهای دولتی ایجاد شود، مادام که بیش از پنجاه درصد سهام آن متعلق به شرکتهای دولتی است، شرکت دولتی تلقی میشود.
ماده 130 قانون محاسبات عمومی کشور : از تاریخ تصویب این قانون ( سال 1366 ) ایجاد یا تشکیل سازمان دولتی با توجه به مواد 2 و 3 و 4 این قانون منحصراً بصورت وزارتخانه یا موسسه‌ دولتی یا شرکت دولتی مجاز خواهد بود. کلیه موسسات انتفاعی و بازرگانی وابسته به دولت و سایر دستگاههای دولتی که به صورتی غیر از وزارتخانه‌ یا موسسه دولتی یا شرکت دولتی ایجاد شده و اداره میشوند مکلفند حداکثر ظرف مدت یکسال از تاریخ اجرای این قانون با رعایت مقررات مربوط‌ وضع خود را با یکی از سه وضع حقوقی فوق تطبیق دهند والا با انقضاء این فرصت موسسه دولتی محسوب و تابع مقررات این قانون در مورد موسسات‌ دولتی خواهند بود. ( با وضع این ماده قانونی , موسسات یا شرکت ها باید دولتی یا خصوصی باشند و وابسته بودن مورد تفسیر قرار نخواهد گرفت )

برخی از این موسسات با وجود اینکه نام شرکت را یدک نمی‌کشند مانند شرکت‌ها دارای اساسنامه، هیئت مدیره (هیئت امنا)، مدیر عامل و تمامی ارکان شرکت هستند و تحت قانون تجارت فعالیت می‌کنند.
بدیهی است فروش اوراق مشارکت، عرضه سهام مشارکتی، دست به دست شدن سهام در بورس بین نهادهای دولتی یا در رهن قرار گرفتن بخشی از دارایی بابت وام، عرضه سهام تلقی نمی‌شود.به هر حال در ایران تعریف جامعی از این شرکت‌ها وجود ندارد
تعریف کارمند دولت :
مستخدم رسمی کسی است که به‌موجب حکم رسمی برای تصدی یکی از پست‌های سازمانی، ‌وزارتخانه‌ها یا مؤسسات دولتی مشمول قانون استخدام کشوری، استخدام‌شده باشد. کارمندان رسمی، مشمول قانون استخدام کشوری و قانون مدیریت خدمات کشوری هستند.
در زیر فهرستی از این شرکت‌ها بر اساس حوزه فعالیت آمده‌است.

## بانک‌ها
- بانک ملی ایران
- بانک سپه
- بانک کشاورزی
- بانک توسعه صادرات ایران
- پست بانک
- بانک صنعت و معدن
- بانک توسعه تعاون
- بانک مسکن
- بانک مرکزی جمهوری اسلامی ایران
- بانک صادرات
- بانک ملت
- بانک قرض الحسنه مهر ایران

## بیمه‌ها

### تحت پوششبیمه مرکزی ایران
- بیمه ایران
- بیمه البرز (بخشی از سهام، عرضه شده در بورس)
- بیمه آسیا (بخشی از سهام، عرضه شده در بورس)
- بیمه دانا (بخشی از سهام، عرضه شده در بورس)

## صنعت برق
- توانیر و شرکت‌های تابعه برق‌منطقه‌ای

## آب و فاضلاب
شرکت مهندسی آبفای کشور و شرکت های تابعه ( آب منطقه ای)

## دارو و درمان
شرکت کارخانجات و پخش دارو دارو پخش
شرکت پخش دارو هجرت

## نفت
شرکت ملی نفت ایران،
شرکت ملی گاز ایران

## صنایع دفاع
سازمان صنایع دفاع جزء موسسات انتفاعی و بازرگانی وابسته به دولت میباشد.

## حمل و نقل

### هوایی
شرکت هواپیمایی جمهوری اسلامی هما

### دریایی
سازمان بنادر و دریانوردی

### زمینی
شرکت سهامی راه آهن جمهوری اسلامی ایران